# Wright Model C
O Wright Model C "Speed Scout" foi um biplano em configuração por impulsão projetado e produzido em série num total de oito unidades pela Wright Company nos Estados Unidos a partir de 1912. Esse modelo foi desenvolvido a partir do Model B para uso militar, especificamente projetado para oferecer à Divisão Aeronáutica do Signal Corps um avião de observação de longo alcance.
Equipado com um motor mais potente do que o antecessor, o Model C tinha autonomia de cerca de quatro horas. Permanecendo como um avião de dois lugaras, ele era equipado com um segundo conjunto de controles, permitindo que qualquer um dos dois tripulantes operasse o avião. Em alguns exemplares, os manches de controle foram substituídos por volantes presos ao mesmo eixo. Em termos aerodinâmicos, em algumas variantes como a CH por exemplo, as pequenas aletas triangulares usadas no trem de pouso do Model B foram substituídas por duas lâminas verticais maiores, presas à parte frontal dos esquis.
O Wright Model C teve uma curta história operacional, entre 1912 e 1914, devido a uma série de quedas fatais que destruíram seis dos oito aviões fabricados para o exército.

## Variantes

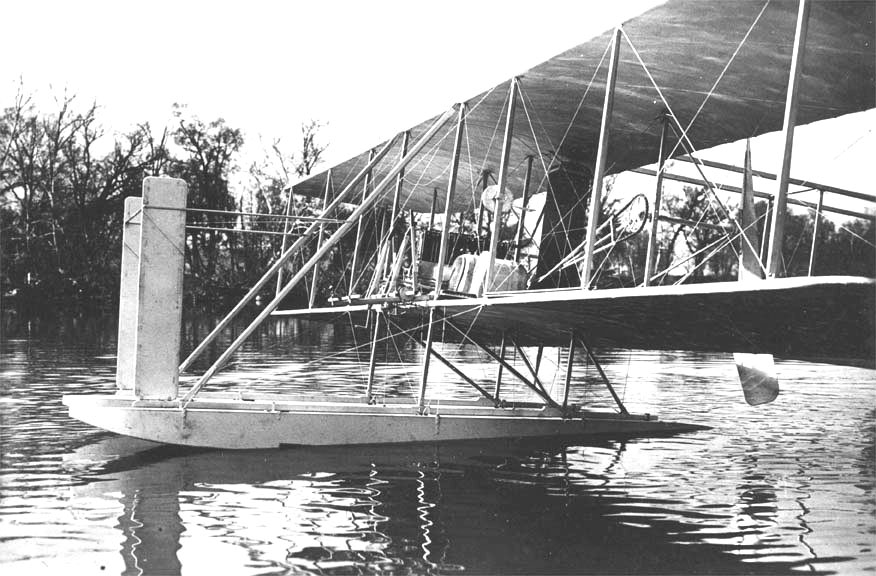
Um Wright Model CH com as características lâminas aerodinâmicas verticais à frente dos flutuadores, 1913.

Model C
Biplano biposto de observação militar, acionado por um motor Wright de 35 hp. Seis foram construídos para a divisão aeronáutica do exército e um convertido de um Burgess Model F (um Model B construído sob licença).
Model C-H
Hidroplano de observação militar com flutuadores de aço e alumínio, acionado por um motor Wright de 60 hp. Três foram construídos para a marinha.
Model J
Um foi construído sob licença pela Burgess Company e Curtis com asas de pontas arredondadas e equipado com um motor Sturtevant D-4 de 40 hp.
Model D Scout
Uma variante experimental de apenas um lugar, dois foram construídos (#19 e #20).

## Especificação
- Características gerais:

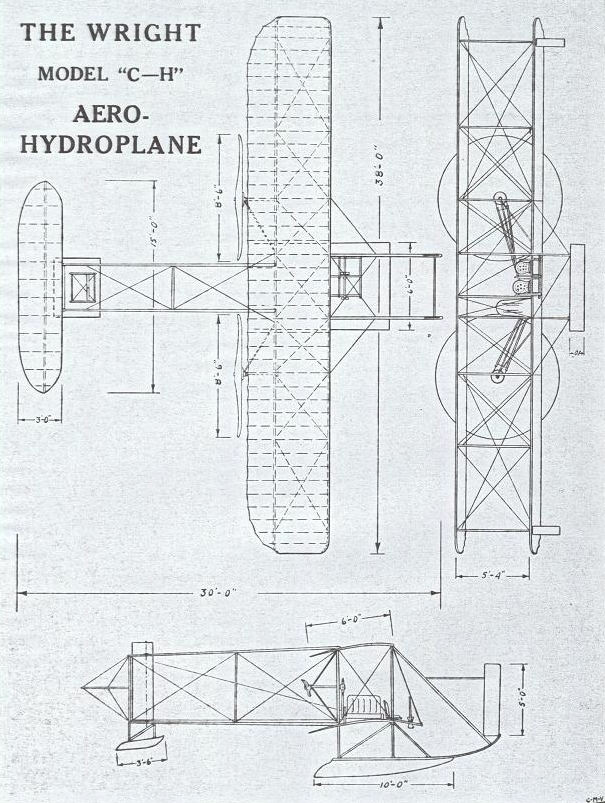
Desenho em três vistas do Wright Model CH, 1913.

  - Tripulação: dois (pilotos com controles duplicados)
  - Comprimento: 9,07 m
  - Envergadura: 11,50 m
  - Altura: 2,24 m
  - Área da asa: 40,9 m²
  - Peso vazio: 363 kg
  - Peso na decolagem: 585 kg
  - Motor: 1 x Wright Vertical 6, um motor de 6 cilindros refrigerado à água de 75 hp

- Performance:
  - Velocidade máxima: 100 km/h
  - Autonomia: 4 horas
  - Razão de subida: 1 m/s